# Cappella Pappacoda
La cappella Pappacoda (o anche cappella di San Giovanni dei Pappacoda) è una cappella monumentale di Napoli; si erge in largo San Giovanni Maggiore, adiacente alla basilica di San Giovanni Maggiore e di fronte al palazzo Giusso, nel centro storico della città.

## Storia
La cappella fu voluta nel 1415 come cappella di famiglia da Artusio Pappacoda, consigliere e siniscalco di re Ladislao I d'Angiò. intitolata anch'essa a San Giovanni Evangelista
Nella seconda metà del Settecento la chiesa fu interessata da lavori di rifacimento dell'interno, commissionati da Giuseppe Pappacoda che per l'occasione fece affiggere all'interno una inscrizione celebrativa degli esponenti della famiglia che si sono occupati della fondazione della cappella e del suo restauro (citando quindi se stesso):
Negli ultimi decenni del Novecento fu eretta una grande cancellata che precede il tempio, in modo da impedire vandalismi e saccheggi. Dopo essere stata in concessione d'uso all'Università degli studi di Napoli "L'Orientale", come sede per le sedute di laurea, la cappella è rimasta successivamente chiusa per oltre dieci anni. Nel dicembre del 2022, un gruppo di associazioni e guidate dal parroco locale riesce a riaprirla con una campagna di raccolta fondi. È da allora tutt'oggi visitabile.

## Descrizione

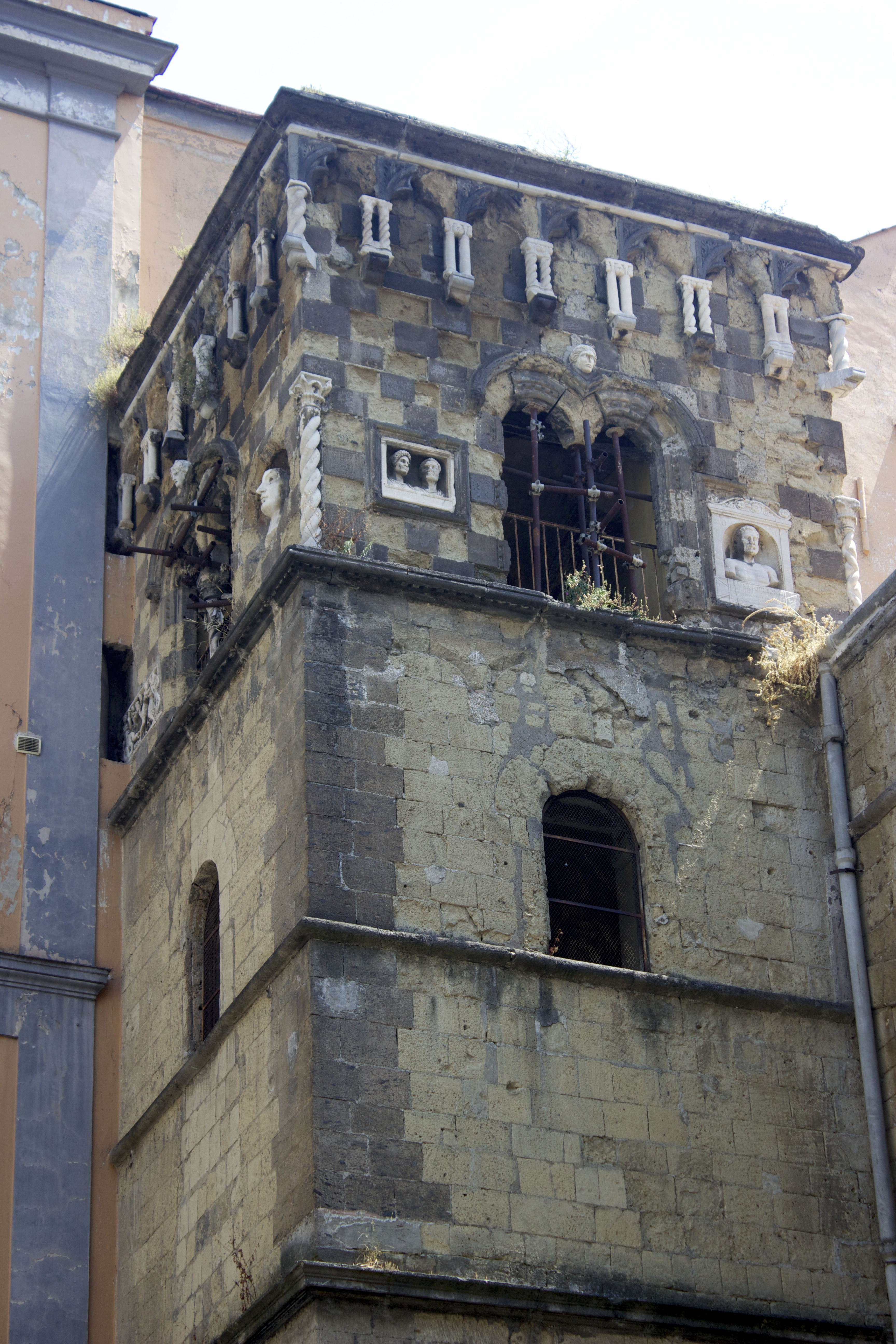
Particolare del campanile

La facciata è in tufo giallo con sul fianco sinistro un monumentale campanile che si caratterizza per un'associazione cromatica nei materiali impiegati, il tufo giallo e il piperno grigio scuro. Datato XV secolo, rappresenta un unicum artistico della città, essendo le sue forme tipiche dell'arte gotica-durazzesca. Esso presenta archetti trilobi e colonnine binate, finestre bifore e nelle parti alte, numerosi frammenti scultorei marmorei di epoca romana reimpiegati nell'opera, fra cui: sulla facciata principale una grande testa in marmo bianco e ritratti di coniugi a mezzo busto; mentre su quella laterale è un rilievo funerario con la scena del Ratto di Prosperina ed una testa di Giunone.

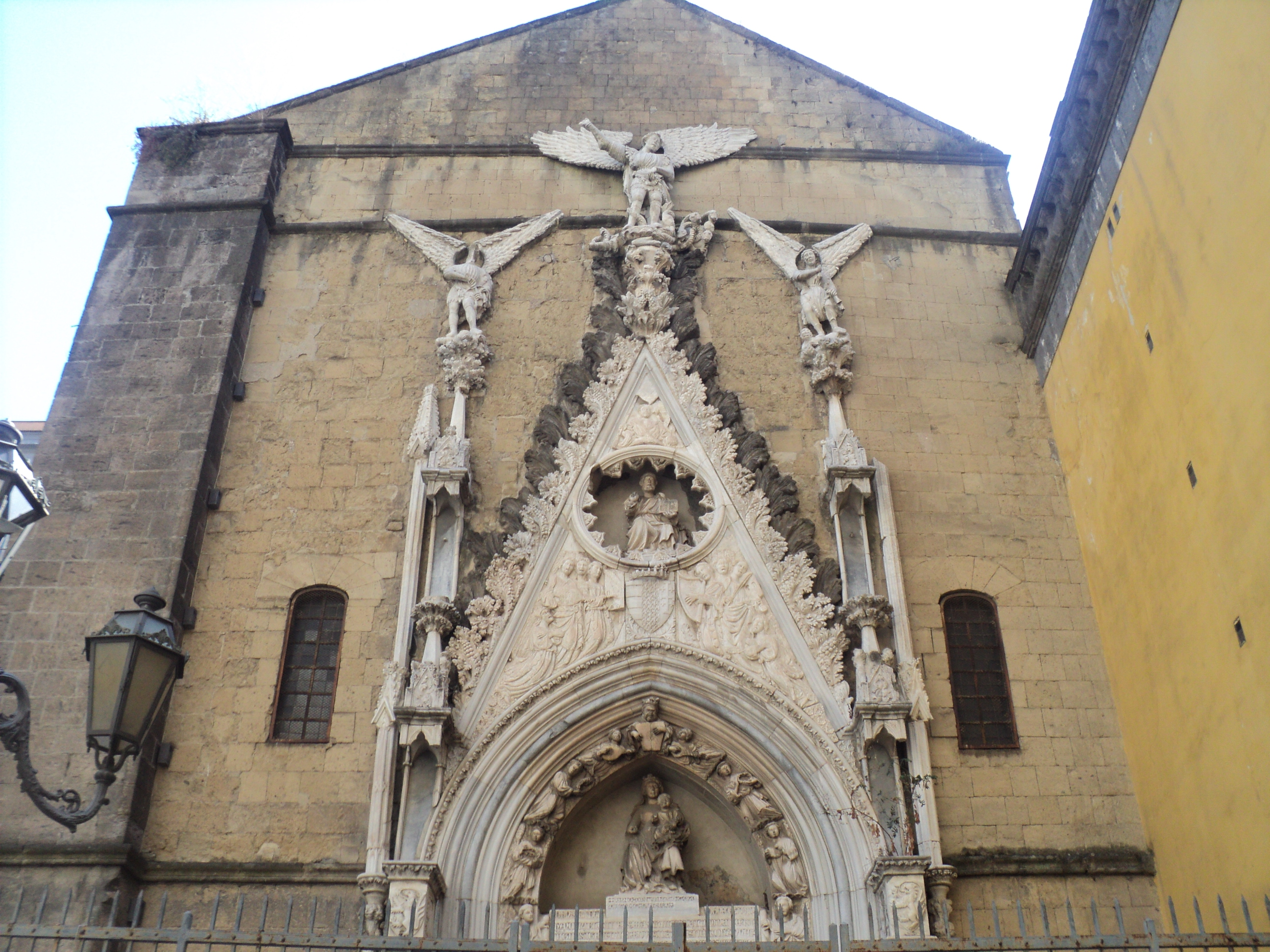
Particolare del portale

L'ingresso è decorato da un sontuoso portale ogivale gotico, in marmo bianco e piperno, di Antonio Baboccio da Piperno, datato al 1415. Questo, ricco di decorazioni a motivi floreali e slanciato verso l'alto, vede sul vertice superiore più estremo il San Michele Arcangelo con sotto ai piedi il drago sconfitto; ai lati ci sono gli Arcangeli Raffaele e Gabriele. Più in basso ancora è il Cristo con il libro eterno, ai cui piedi è di nuovo raffigurato in bassorilievo tra angeli e con scudo nell'atto dell'incoronazione, al cui centro della scena è posto lo stemma del casato Angiò-Durazzo di Napoli. Più in basso ancora, in una lunetta circondata da angeli sulla cui architrave, in altorilievo, è Gesù Bambino tra Evangelisti, è posta tra San Giovanni Evangelista e Battista la scultura della Madonna col Bambino in trono, sul cui fronte è un'incisione in caratteri gotici angioini. Sulle due colonne principali del monumento è infine scolpito lo stemma del casato Pappacoda: il leone su scudo intento a mangiare la sua coda rigirata.
L'interno della cappella è a unica navata, rettangolare. Le sole opere custodite sono i due sepolcri della prima metà del Cinquecento di Angelo e Sigismondo Pappacoda dello scultore rinascimentale Girolamo Santacroce. Risalenti al periodo in cui si sono effettuati i rimaneggiamenti dell'interno su volontà di Giuseppe Pappacoda, nel corso quindi della seconda metà del XVIII secolo, sono invece i due Evangelisti datati 1772 circa del neoclassico Angelo Viva, un altare maggiore e, alle spalle, un San Giovanni Evangelista di stampo solimenesco.
Nel 2023, Stefano De Mieri ha studiato i frammenti di affresco riconducibili all'originario assetto decorativo della cappella (1415 circa), riscoperti nel corso dei lavori di restauro condotti nella prima metà avanzata del Novecento, anteriormente al 1948. Rimasti a lungo ignorati dalla critica questi affreschi sono ora attribuiti al Maestro di San Biagio a Piedimonte Matese, un artista di cultura marchigiana e in parte valenzana, tra i più rilevanti attivi a Napoli e in Campania nel primo Quattrocento, responsabile dell'affresco all'interno della cappella Orilia in Santa Maria di Monteoliveto. A lui infatti riconducono il riquadro esagonale inglobante racemi monocromi di notevole eleganza al di sopra della magnifica zoccolatura articolata in crustae, con incorniciature multiple, in corrispondenza della parete absidale, e i caratteri stilistici che si osservano nelle figure frammentarie dei profeti negli sguanci delle finestre di controfacciata (si osservi in particolare l'acefalo Giona a sinistra), e nei due lacerti sulla parete di destra, nella prima campata, con il bellissimo San Giovanni evangelista del «miracolo dell’incudine e del martello» e dell'uomo inginocchiato mentre spezza un ramoscello per alimentare il fuoco che scalda il calderone nell’episodio del San Giovanni in oleo.